# Liste der Biografien/Hase
Liste der Biografien |
Portal Biografien |
Personensuche
# |
A |
B |
C |
D |
E |
F |
G |
H |
I |
J |
K |
L |
M |
N |
O |
P |
Q |
R |
S |
T |
U |
V |
W |
X |
Y |
Z |
?
 
Ha |
Hd |
He |
Hi |
Hj |
Hk |
Hl |
Hm |
Hn |
Ho |
Hr |
Hs |
Ht |
Hu |
Hv |
Hw |
Hy
 
Haa |
Hab |
Hac |
Had |
Hae–Haf |
Hag |
Hah |
Hai |
Haj |
Hak |
Hal |
Ham |
Han |
Hao |
Hap |
Haq |
Har |
Has |
Hat |
Hau |
Hav |
Haw |
Hax |
Hay |
Haz
 
Hasa |
Hasb |
Hasc |
Hasd |
Hase |
Hasf |
Hasg |
Hash |
Hasi |
Hasj |
Hask |
Hasl |
Hasm |
Hasn |
Haso |
Hasp |
Hasq |
Hass |
Hast |
Hasu |
Hasv |
Hasw |
Hasz
Die Liste der Biografien führt alle Personen auf, die in der deutschsprachigen Wikipedia einen Artikel haben. Dieses ist eine Teilliste mit 350 Einträgen von Personen, deren Namen mit den Buchstaben „Hase“ beginnt.

## Hase
- Hase von Waldeck, Wilhelm († 1319), böhmischer Politiker und Adliger
- Hase, Albrecht (1882–1962), deutscher Entomologe und Parasitologe
- Hase, Andreas (* 1965), deutscher Sachbuchautor
- Hase, Annemarie (1900–1971), deutsch-jüdische Kabarettistin, Theater- und Filmschauspielerin
- Hase, Annemarie (1909–1999), deutsche Bildhauerin und Keramikerin
- Hase, Armin (* 1873), deutscher Heimatdichter des Erzgebirges
- Hase, August (1895–1978), deutscher Politiker
- Hase, Benjamin J. (1720–1803), deutscher Architekt
- Hase, Chieko, japanische Fußballspielerin
- Hase, Christian Friedrich (1790–1860), deutscher Hofbeamter und Fiskaljurist
- Hase, Christian Heinrich (1731–1791), deutscher Pastor und Übersetzer
- Hase, Conrad Wilhelm (1818–1902), deutscher Architekt und Hochschullehrer, Gründer der Hannoverschen ArchitekturschuleConrad Wilhelm Hase (1818–1902)

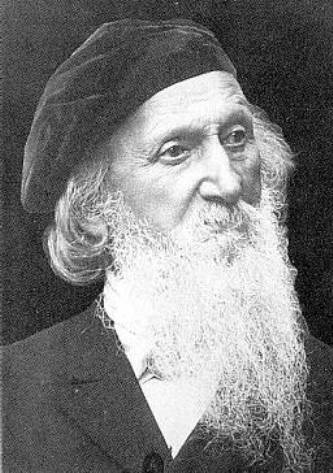
Conrad Wilhelm Hase (1818–1902)

- Hase, Cornelius de (1653–1710), deutscher Pädagoge, Theologe und Kirchenlied-Dichter
- Hase, Dagmar (* 1969), deutsche Schwimmerin
- Hase, Elisabeth (1905–1991), deutsche Fotografin
- Hase, Ernst (1889–1968), deutscher Maler
- Hase, Friedhelm (* 1949), deutscher Jurist und Hochschullehrer
- Hase, Friedrich Traugott (1754–1823), deutscher Schriftsteller und Dichter, sächsischer Geheimer Kabinettssekretär bzw. Kriegsrat sowie Weinbergsbesitzer
- Hase, Friedrich-Wilhelm von (* 1937), deutscher Klassischer Archäologe
- Hase, Georg von (1878–1971), deutscher Marineoffizier, Verleger und Schriftsteller
- Hase, Gottlieb Theodor (1818–1888), deutscher Kunstmaler und Fotograf
- Hase, Günter (* 1930), deutscher Boxer
- Hase, Hans (1525–1591), Dresdner Ratsherr und Bürgermeister
- Hase, Heinrich, Bildhauer
- Hase, Heinrich (1672–1751), Abt des Klosters Liesborn
- Hase, Heinrich (1789–1842), deutscher Altertumsforscher
- Hase, Hellmuth von (1891–1979), deutscher Verleger
- Hase, Hermann von (1880–1945), deutscher Verleger und Buchhändler
- Hase, Hiroshi (* 1961), japanischer Politiker
- Hase, Johann Matthias (1684–1742), deutscher Mathematiker, Astronom, Kartograph und historischer Geograph
- Hase, Karl Alfred von (1842–1914), deutscher evangelischer Theologe
- Hase, Karl Benedikt (1780–1864), französischer Altphilologe deutscher Herkunft
- Hase, Karl Georg (1786–1862), deutscher Politiker, Stadtdirektor in Jena, Oberbürgermeister von Weimar
- Hase, Karl von (1800–1890), deutscher Theologe
- Hase, Karl-Günther von (1917–2021), deutscher Offizier, Diplomat und Intendant
- Häse, Karl-Heinz (1925–2000), deutscher Maler, Graphiker und Bildhauer
- Hase, Leonie von (* 1985), deutsche Schönheitskönigin
- Hase, Martin von (1901–1971), deutscher Verlagsbuchhändler und Buchwissenschaftler
- Hase, Minerva-Fabienne (* 1999), deutsche Eiskunstläuferin
- Hase, Oskar von (1846–1921), deutscher Verleger und Buchhändler
- Hase, Otto Heinrich (1818–1884), deutscher Politiker
- Hase, Paul von (1840–1918), königlich-preußischer Oberstabsarzt sowie Erfinder
- Hase, Paul von (1885–1944), deutscher Generalleutnant und WiderstandskämpferPaul von Hase (1885–1944)

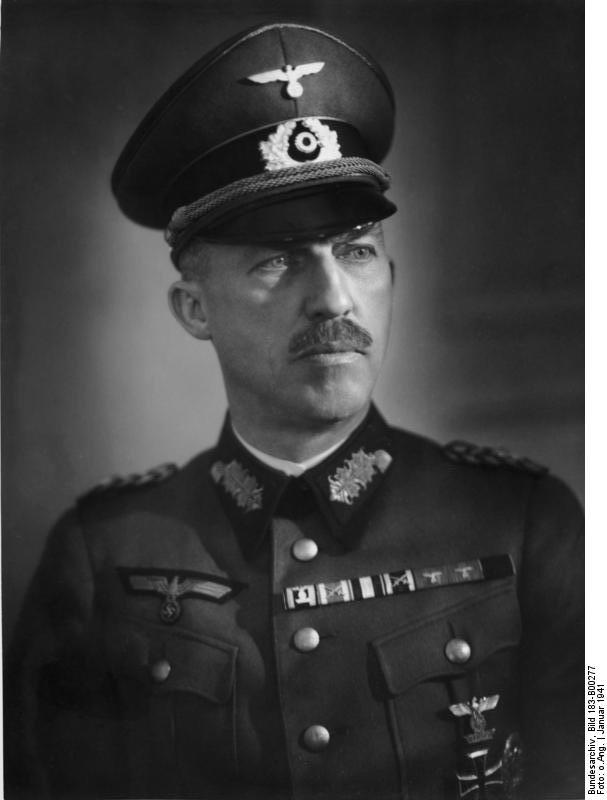
Paul von Hase (1885–1944)

- Hase, Rudolf (1888–1967), deutscher Physiker, Hochschullehrer und Unternehmer
- Hase, Theodor von (1682–1731), deutscher reformierter Theologe, Geistlicher und Hochschullehrer
- Hase, Victor (1834–1860), deutscher Jurist
- Hase, Wally (* 1969), deutsche Flötistin
- Hase, Walter (1905–2007), deutscher Forstbeamter und Historiker
- Hase, Werner (* 1937), deutscher Europameister im Fernschach
- Hase, Yurina (* 1979), japanische Synchronsprecherin (Seiyū)

### Haseb
- Haseba, Sumitaka (1854–1914), japanischer Politiker
- Hasebe, Ayato (* 1990), japanischer Fußballspieler
- Hasebe, Kotondo (1882–1969), japanischer Anthropologe
- Hasebe, Makoto (* 1984), japanischer FußballspielerMakoto Hasebe (* 1984)

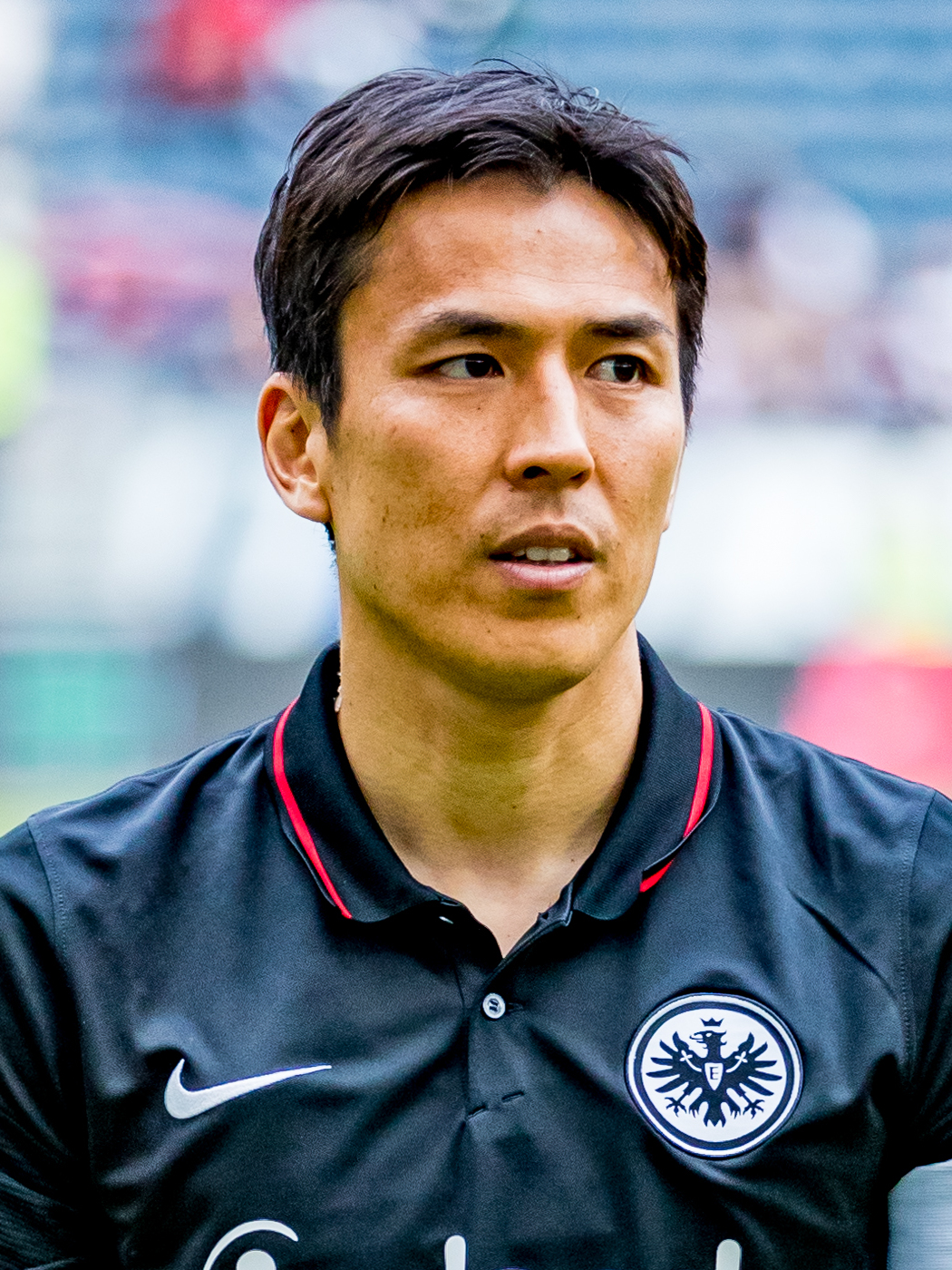
Makoto Hasebe (* 1984)

- Hasebe, Megumi (* 1991), kolumbianische Schauspielerin und Sängerin
- Hasebe, Shigetoshi (* 1971), japanischer Fußballspieler
- Hasebe, Yasuharu (1932–2009), japanischer Regisseur und Drehbuchautor
- Haseborg, Martin ter (* 1965), deutscher Orgelbauer
- Haseborg, Volker ter, deutscher Journalist
- Hasebos, Hans (* 1956), niederländischer Jazzmusiker
- Hasebrink, Burkhard (* 1957), deutscher germanistischer Mediävist
- Hasebrink, Heinz-Dieter (1941–2023), deutscher Fußballspieler
- Hasebrink, Jürgen (* 1954), deutscher Fußballspieler
- Hasebrink, Uwe (* 1958), deutscher Kommunikationswissenschaftler
- Hasebroek, Johannes (1893–1957), deutscher Althistoriker
- Hasebrook, Joachim (* 1963), deutscher Psychologe

### Hasec
- Hasecic, Kenan (* 1996), österreichischer Handballspieler

### Hased
- Haseder, Ilse (* 1953), deutsche Jägerin und Autorin

### Haseg
- Hașeganu, Mihail (* 1913), rumänischer Politiker (PCR), Wirtschaftswissenschaftler, Hochschullehrer und Botschafter
- Hasegawa Tōhaku (1539–1610), japanischer Maler
- Hasegawa, Akiko (* 1985), japanische Beachvolleyball- und Volleyballspielerin
- Hasegawa, Akira (1934–2025), japanischer Physiker
- Hasegawa, Ariajasuru (* 1988), japanischer Fußballspieler
- Hasegawa, Daigo (* 1990), japanischer Dreispringer
- Hasegawa, Emi (* 1986), japanische Skirennläuferin
- Hasegawa, Haruhisa (* 1957), japanischer Fußballspieler
- Hasegawa, Hayato (* 1997), japanischer Fußballspieler
- Hasegawa, Hirokazu (* 1986), japanischer Fußballspieler
- Hasegawa, Hiroshi (1934–2023), japanischer Motorradrennfahrer
- Hasegawa, Hiroyuki (* 1957), japanischer Badmintonspieler und -trainer
- Hasegawa, Hozumi (* 1980), japanischer BoxerHozumi Hasegawa (* 1980)

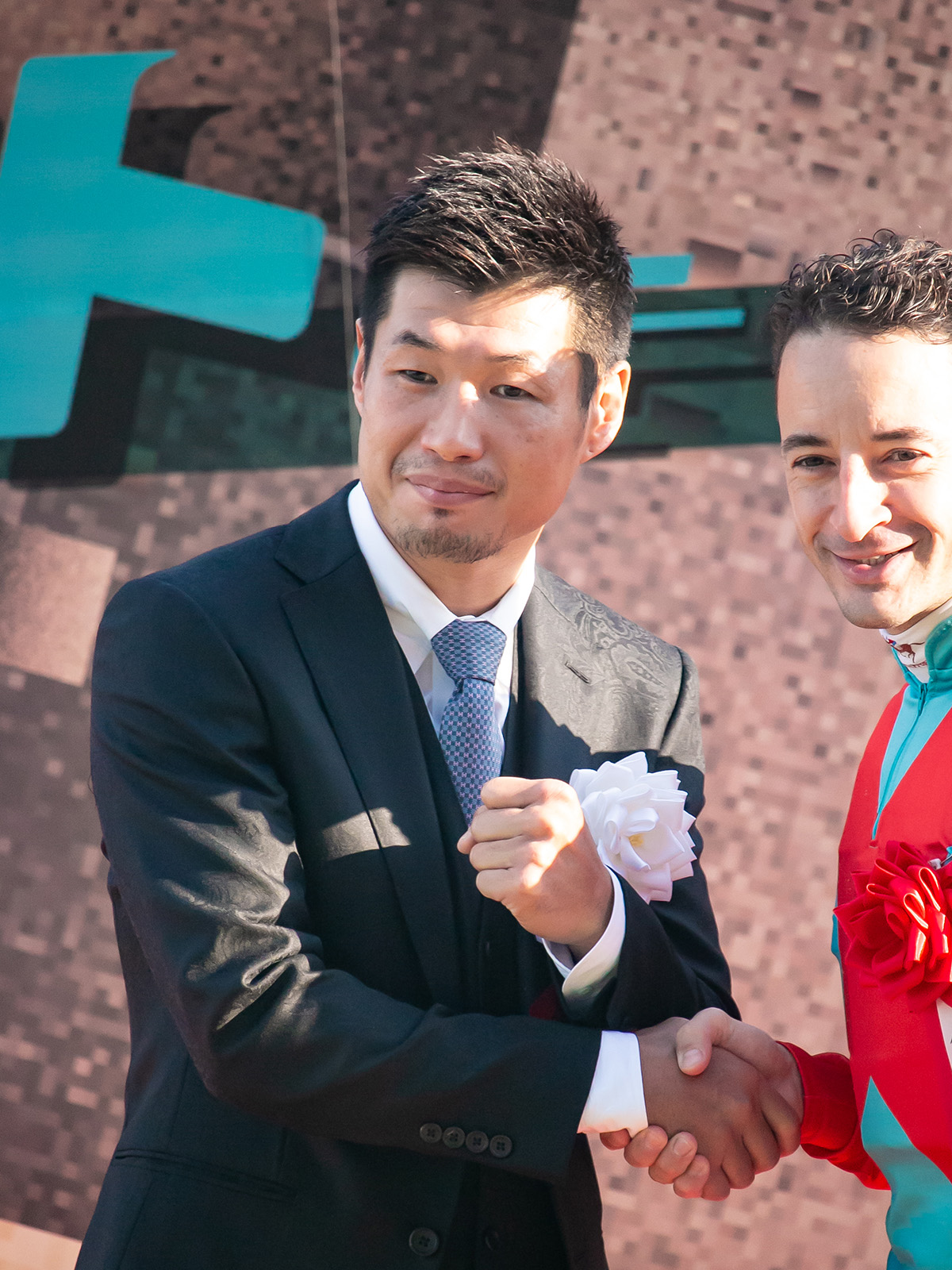
Hozumi Hasegawa (* 1980)

- Hasegawa, Itsuko (* 1941), japanische Architektin
- Hasegawa, Kazuo (1908–1984), japanischer Film- und Theaterschauspieler
- Hasegawa, Keiko (* 1955), japanische Eisschnellläuferin
- Hasegawa, Kenta (* 1965), japanischer Fußballspieler und -trainer
- Hasegawa, Kiyoshi (1891–1980), japanischer Grafikkünstler
- Hasegawa, Kō (* 1995), japanischer Fußballspieler
- Hasegawa, Kōki (* 1999), japanischer Fußballspieler
- Hasegawa, Machiko (1920–1992), japanische Manga-Zeichnerin
- Hasegawa, Masato, japanischer Neurowissenschaftler
- Hasegawa, Mei (* 2003), japanische Tennisspielerin
- Hasegawa, Michiko (* 1963), japanische Sportschützin
- Hasegawa, Mitsuru (* 1979), japanischer Fußballspieler
- Hasegawa, Motoki (* 1998), japanischer Fußballspieler
- Hasegawa, Naoto (* 1996), japanischer Hochspringer
- Hasegawa, Noboru (1886–1973), japanischer Maler im Yōga-Stil
- Hasegawa, Nobuhiko (1947–2005), japanischer Tischtennisspieler
- Hasegawa, Norishige (1907–1998), japanischer Geschäftsmann
- Hasegawa, Nyozekan (1875–1969), japanischer Journalist
- Hasegawa, Roka (1897–1967), japanischer Maler
- Hasegawa, Ryō (* 1999), japanischer Fußballspieler
- Hasegawa, Ryūsei (1928–2019), japanischer Lyriker
- Hasegawa, Saburō (1906–1957), japanischer Maler
- Hasegawa, Settan (1778–1843), japanischer Maler der Bakumatsu-Zeit
- Hasegawa, Shin (1884–1963), japanischer Schriftsteller
- Hasegawa, Shirō (1909–1987), japanischer Schriftsteller und Übersetzer
- Hasegawa, Shōichi (1929–2023), japanischer Maler und Grafiker
- Hasegawa, Shūichi (* 1971), japanischer Altorientalist
- Hasegawa, Sukehiro (* 1942), japanischer UN-Sonderbeauftragter für Osttimor
- Hasegawa, Tai (1842–1912), japanischer Ausbilder und Organisator im Fach Medizin
- Hasegawa, Taichi (* 1981), japanischer Fußballspieler
- Hasegawa, Taiga (* 2005), japanischer Snowboarder
- Hasegawa, Takumi (* 1998), japanischer Fußballspieler
- Hasegawa, Tarō (* 1979), japanischer Fußballspieler
- Hasegawa, Tatsuya (* 1994), japanischer Fußballspieler
- Hasegawa, Tenkei (1876–1940), japanischer Literaturkritiker und Übersetzer
- Hasegawa, Teru (1912–1947), japanische Autorin, Aktivistin, Feministin, Pazifistin und Esperantistin
- Hasegawa, Tōru (* 1988), japanischer Fußballspieler
- Hasegawa, Toshihiro (* 1996), japanischer Ringer
- Hasegawa, Toshiyuki (1891–1940), japanischer Maler
- Hasegawa, Toyoki (* 1986), japanischer Fußballspieler
- Hasegawa, Yoshimichi (1850–1924), General der kaiserlich japanischen Armee
- Hasegawa, Yoshioki (1892–1974), japanischer Bildhauer
- Hasegawa, Yoshiyuki (* 1969), japanischer Fußballspieler
- Hasegawa, Yū (* 1987), japanischer Fußballspieler
- Hasegawa, Yui (* 1997), japanische Fußballspielerin
- Hasegawa, Yūshi (* 1996), japanischer Fußballspieler

### Hasek
- Hašek, Dominik (* 1965), tschechischer Eishockeytorwart
- Hašek, Ivan junior (* 1987), tschechischer Fußballspieler
- Hašek, Ivan senior (* 1963), tschechoslowakischer bzw. tschechischer Fußballspieler und -trainer
- Hašek, Jaroslav (1883–1923), tschechischer Schriftsteller, Autor von Der brave Soldat SchwejkJaroslav Hašek (1883–1923)

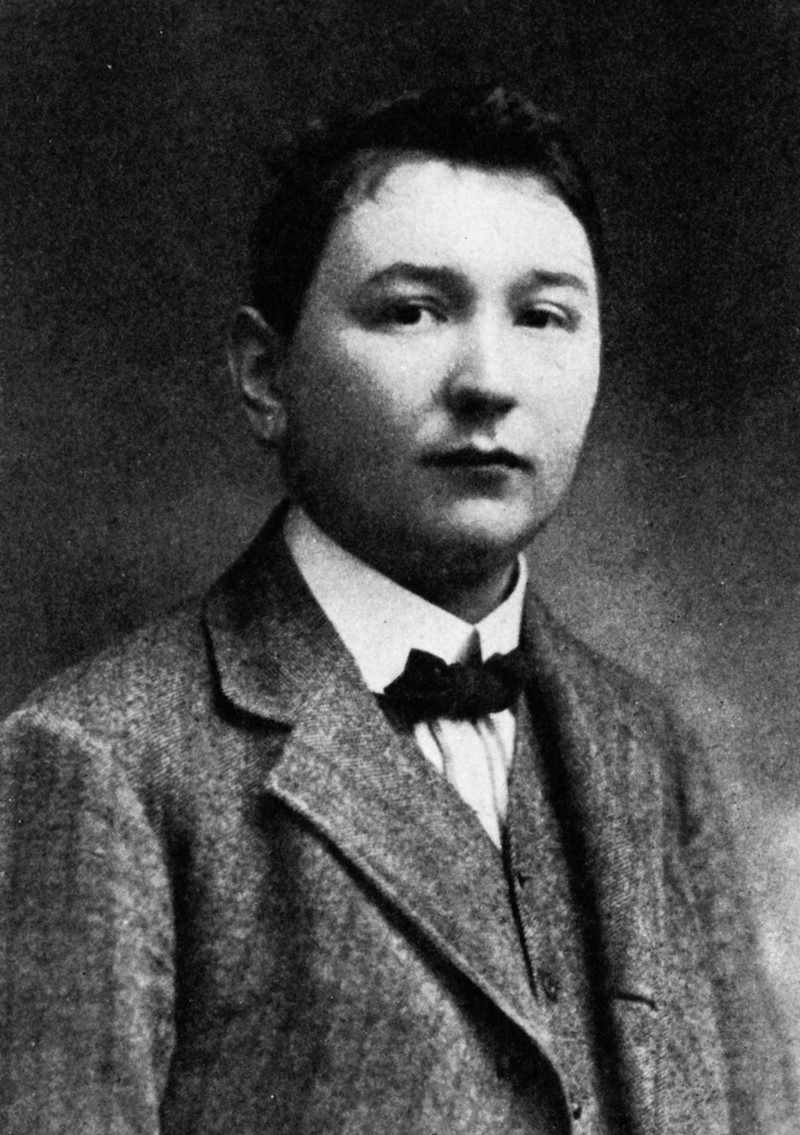
Jaroslav Hašek (1883–1923)

- Hašek, Martin (* 1969), tschechischer Fußballspieler, -trainer und -funktionär
- Hašek, Martin (* 1995), tschechischer Fußballspieler
- Hašek, Michal (* 1976), tschechischer Politiker (ČSSD), Mitglied des Abgeordnetenhauses und seit 2008 Hejtman der Region Südmähren
- Hašek, Milan (1925–1984), tschechoslowakischer Immunologe
- Hasekura Tsunenaga (1571–1622), japanischer Samurai und Diplomat

### Hasel
- Hasel, Karl (1909–2001), deutscher Forstwissenschaftler und Historiker
- Hasel, Michael (* 1959), deutscher Flötist und Dirigent
- Hasél, Pablo (* 1988), katalanischer Rapper, Songwriter und politischer Aktivist
- Hasel, Verena Friederike (* 1978), deutsche Journalistin, Schriftstellerin, Verlegerin und Psychologin
- Hasel, Wilhelm (1865–1947), württembergischer Landtagsabgeordneter
- Haselauer, Elisabeth (* 1939), österreichische Musikwissenschaftlerin
- Haselbach, Anna Elisabeth (* 1942), österreichische Politikerin (SPÖ), Landtagsabgeordnete, Mitglied des Bundesrates
- Haselbach, Dieter (* 1954), deutscher Soziologe und Berater
- Haselbach, Edwin (1940–2014), schweizerischer Chemiker
- Haselbach, Erich, sächsischer Amtshauptmann
- Haselbach, Gerhard (1901–1983), deutscher Bühnen- und Filmschauspieler
- Haselbach, Josef (1936–2002), Schweizer Komponist und Organist
- Haselbach, Rudolf (1944–2005), deutscher Politiker (CDU), Abgeordneter im Hessischen Landtag
- Haselbacher, Herbert (* 1952), österreichischer Basketballspieler
- Haselbacher, Jochen (* 1943), deutscher Sportfunktionär und Politiker (CDU), MdL
- Haselbacher, Karl (1904–1940), deutscher Jurist, SS-Obersturmbannführer und Leiter der Gestapo in Düsseldorf und Belgien
- Haselbacher, René (* 1977), österreichischer RadrennfahrerRené Haselbacher (* 1977)

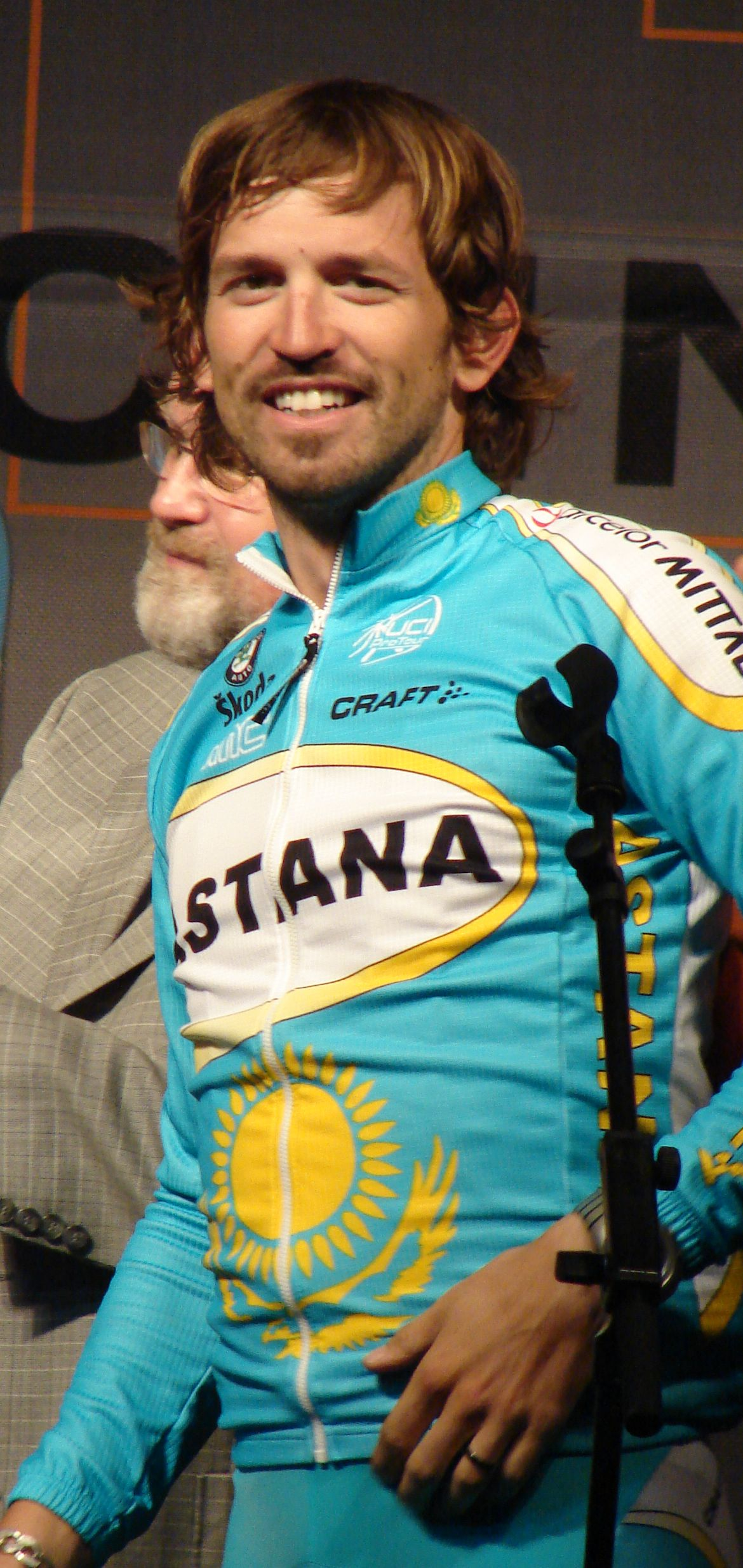
René Haselbacher (* 1977)

- Haselbacher, Richard (1885–1918), deutscher Pfarrer und Politiker (Deutsche Vaterlandspartei), MdL
- Haselbauer, Franz (1677–1756), böhmischer Jesuit, Orientalist, Hebraist und Hochschullehrer
- Haselbeck, Gallus (1880–1960), deutscher Ordensgeistlicher und Ordenshistoriker
- Haselbeck, Rainer (* 1970), deutscher Verwaltungsjurist und Regierungspräsident von Niederbayern
- Haselbeck, Werner von († 1384), deutscher Priester, Biograph und Papstsekretär
- Haselberg, Ernst von (1796–1854), deutscher Arzt
- Haselberg, Ernst von (1827–1905), deutscher Architekt und Baubeamter der Hansestadt Stralsund
- Haselberg, Gabriel Peter von (1763–1838), deutscher Jurist
- Haselberg, Lorenz Wilhelm von (1764–1844), deutscher Mediziner und Hochschullehrer an der Universität Greifswald
- Haselberg, Martin von (* 1949), US-amerikanisch-argentinisch-deutscher Performancekünstler und Schauspieler
- Haselberg, Peter Matthias (1712–1780), Landsyndikus von Schwedisch-Pommern
- Haselberg, Peter von (1908–1994), deutscher Journalist
- Haselberger, Christian (* 1989), österreichischer Fußballspieler
- Haselberger, Lothar (* 1947), deutscher Bauforscher
- Haselberger, Max (1868–1944), brandenburgischer Lehrer und Ortschronist von Woltersdorf
- Haselberger, Robert (1884–1959), deutscher Fleischwarenfabrikant
- Haselberger, Wilfried (* 1940), deutscher Fußballschiedsrichter
- Haselböck, Franz (1939–2024), österreichischer Organist und Musikpädagoge
- Haselböck, Hans (1928–2021), österreichischer Organist und KomponistHans Haselböck (1928–2021)

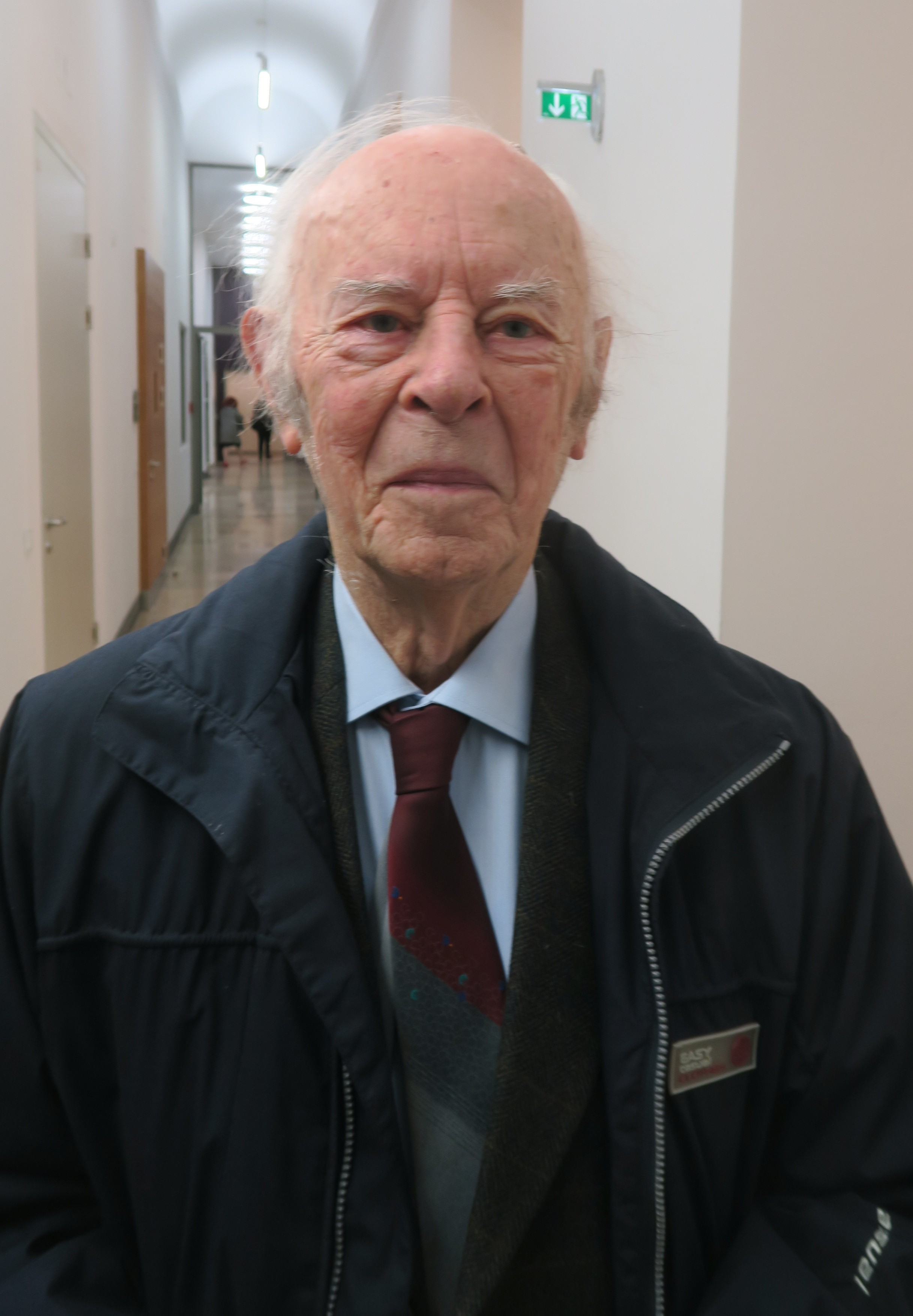
Hans Haselböck (1928–2021)

- Haselböck, Hermine (* 1967), österreichische Mezzosopranistin
- Haselböck, Lucia (* 1930), österreichische Musikwissenschaftlerin
- Haselböck, Lukas (* 1972), österreichischer Komponist
- Haselböck, Martin (* 1954), österreichischer Musiker
- Haseldiek, Reinhard (1933–2019), deutscher Fußballspieler
- Haseldorf, Friedrich von, Bischof von Karelien und Dorpat
- Häseler, Ernst (1844–1911), deutscher Bauingenieur und Hochschullehrer
- Häseler, Johann Friedrich Ludwig (1732–1797), deutscher evangelisch-lutherischer Theologe und Mathematiker
- Häseler, Mathis (* 2002), deutscher Handballspieler
- Haseleu, Henning (* 1980), deutscher Basketballspieler
- Haseleu, Werner (1935–2012), deutscher Opernsänger mit der Stimmlage Bassbariton
- Haselgrove, Colin Brian (1926–1964), britischer Mathematiker
- Haselgruber, Johann († 1967), österreichischer Unternehmer
- Haselhuber, Jakob (* 1960), deutscher Diplomat
- Haselhuhn, Werner (1925–2007), deutscher Maler und Grafiker
- Haselhurst, Robert (* 1992), australischer Eishockeyspieler
- Häseli, Gertrud (* 1963), Schweizer Politikerin (Grüne)
- Haselier, Günther (1914–1991), deutscher Archivar und Historiker
- Hasell, James († 1785), britischer Politiker, Gouverneur der Province of North Carolina
- Haselmann, Hertha-Maria (* 1944), deutsche Gründerin der Lebenswende e.V. Drogenhilfe und Bundesverdienstkreuzträgerin
- Haselmann, Lena (* 1983), deutsch-norwegische Opern-, Lied- und Konzertsängerin (Mezzosopran)
- Haselmayer, Anton (1895–1962), deutscher NSDAP-Gauleiter
- Haselmayer, Heinrich (1906–1978), deutscher Mediziner, NS-Funktionär und Politiker (FDP)
- Haselmayr, Friedrich (1879–1965), deutscher Offizier, Politiker (NSDAP), MdR, MdL
- Haselmayr, Harald (* 1972), österreichischer Musiker und Kommunalpolitiker (ÖVP)
- Haselmayr, Luise (1921–2001), deutsche Politikerin (SPD), MdL Bayern
- Haselmayr, Lukas (* 2006), österreichischer Fußballspieler
- Haselmayr, Theresia (1808–1878), deutsche Ordensschwester
- Haseloff, Arthur (1872–1955), deutscher Kunsthistoriker
- Haseloff, Daniel (* 1988), deutscher Politiker (AfD)
- Haseloff, Elisabeth (1914–1974), erste Pastorin in Deutschland
- Haseloff, Günther (1912–1990), deutscher Mittelalterarchäologe und Kunsthistoriker
- Haseloff, Hugo (1863–1930), deutscher Politiker (DNVP), MdL
- Haseloff, Kurt (1894–1978), deutscher Generalmajor im Zweiten Weltkrieg
- Haseloff, Otto W. (1918–1989), deutscher Psychologe
- Haseloff, Reiner (* 1954), deutscher Politiker (CDU), MdLReiner Haseloff (* 1954)

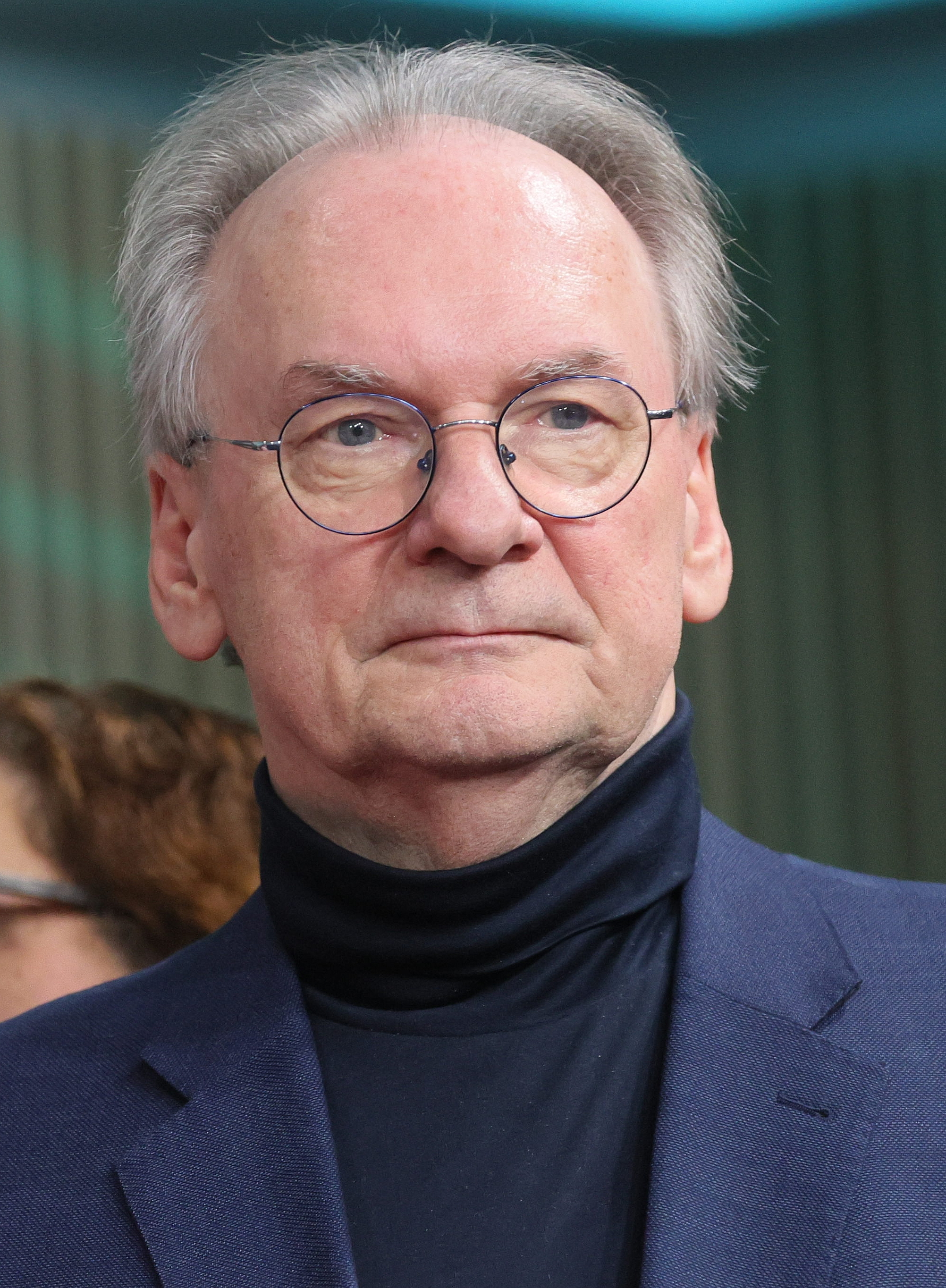
Reiner Haseloff (* 1954)

- Haseloff-Grupp, Heike (* 1951), deutsche Juristin, Präsidentin des Landessozialgerichts Baden-Württemberg
- Haseloff-Preyer, Ada (1878–1970), deutsche Malerin
- Haseloh, Karl-Heinz (* 1946), deutscher Politiker (SPD), MdL
- Haselrieder, Oswald (* 1971), italienischer Rennrodler
- Haselshaw, Walter († 1308), englischer Geistlicher
- Haselstein, Ulla (* 1958), deutsche Literaturwissenschaftlerin
- Haselsteiner, Hans Peter (* 1944), österreichischer Unternehmer und ehemaliger Politiker (LIF)Hans Peter Haselsteiner (* 1944)

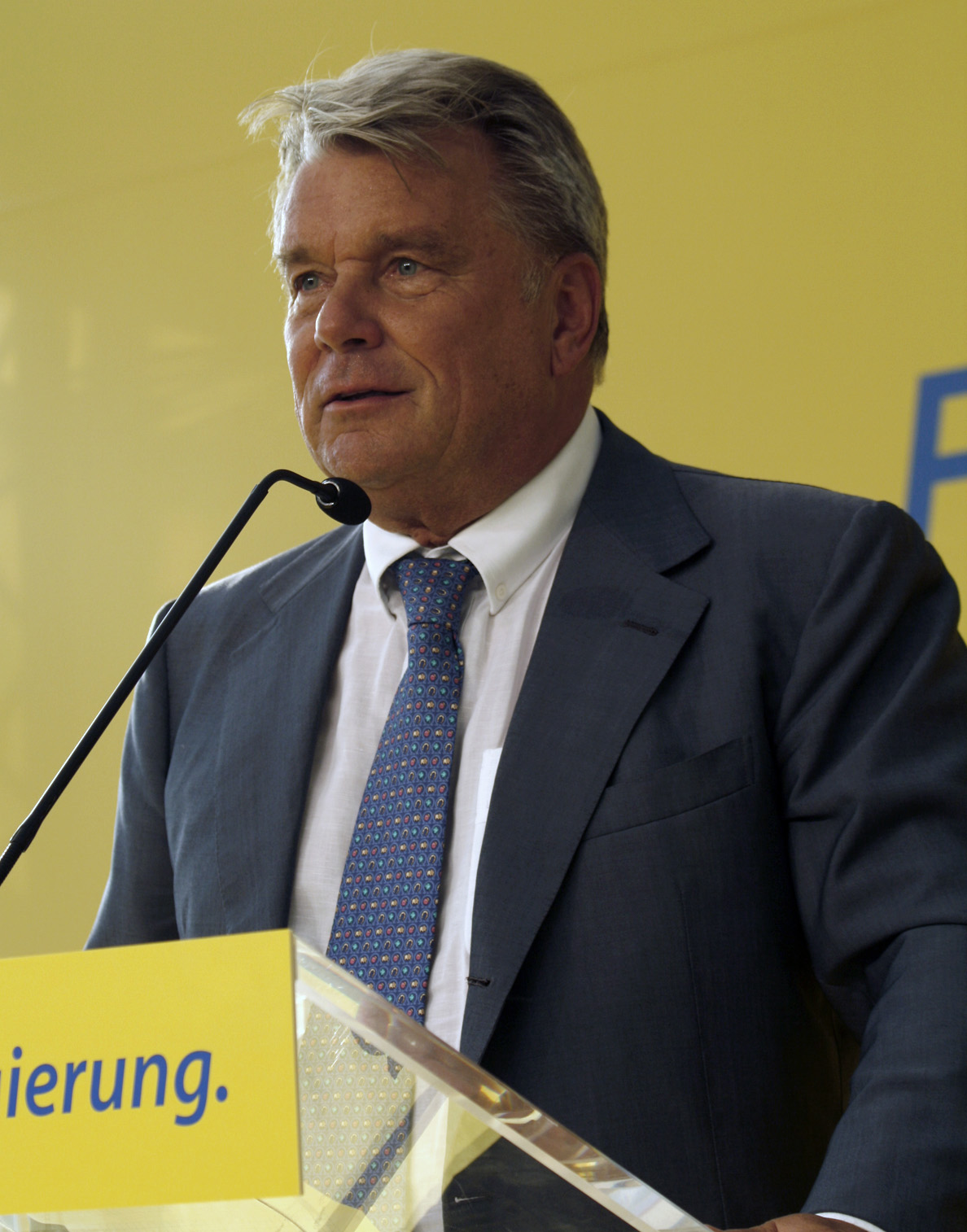
Hans Peter Haselsteiner (* 1944)

- Haselsteiner, Horst (1942–2019), österreichischer Osteuropahistoriker
- Haselsteiner, Klemens (1980–2025), österreichischer Manger im Baubereich
- Haselsteiner, Kornelia (* 1941), österreichische Politikerin (FPÖ), Landtagsabgeordnete
- Haselsteiner, Norbert (* 1957), österreichischer Beamter und Bezirkshauptmann im Bezirk Melk
- Haselsteiner, Ulfried (* 1970), österreichischer Opernsänger (Tenor)
- Haselsteiner, Uwe (* 1961), deutscher Sänger, Songwriter und Produzent
- Haseltine, William A. (* 1944), US-amerikanischer Genetiker, Molekularbiologe und Unternehmer
- Haseltine, William Stanley (1835–1900), US-amerikanischer Landschaftsmaler
- Haselwander, Friedrich August (1859–1932), deutscher Ingenieur, Erfinder des Drehstromgenerators
- Haselwander, Herbert (1910–1940), deutscher Politiker (NSDAP), MdR
- Haselwanter, Ernst (1920–2003), österreichischer Politiker (SPÖ), Abgeordneter zum Nationalrat
- Haselwanter-Schneider, Andrea (* 1968), österreichische Politikerin (FRITZ), Landtagsabgeordnete in Tirol

### Hasem
- Hasemann, Arminius (1888–1979), deutscher Bildhauer und Graphiker
- Hasemann, Walter (1890–1961), deutscher Geologe und Badischer Landesgeologe
- Hasemann, Walther (1900–1976), deutscher Unternehmer und Politiker (FDP), MdB
- Hasemann, Wilhelm (1843–1910), deutscher Schauspieler und Theaterleiter
- Hasemann, Wilhelm (1850–1913), deutscher Landschafts- und Genremaler und Illustrator
- Hasemann, Wolter, deutscher Bildhauer
- Häsemeyer, Ludwig (1934–2020), deutscher Rechtswissenschaftler
- Hasemi, Masahiro (* 1945), japanischer Formel-1-Rennfahrer

### Hasen
- Hasen, Irwin (1918–2015), US-amerikanischer Comiczeichner und Cartoonist
- Hasen-Ahlers (1831–1913), Wilddieb im Oldenburger Land
- Hasenack, Wilhelm (1901–1984), deutscher Wirtschaftswissenschaftler
- Hasenau, Beate (1936–2003), deutsche Filmschauspielerin, Synchronsprecherin und Kabarettistin
- Hasenauer, Bartholomäus (1892–1980), österreichischer Politiker (CSP, VF, ÖVP), Abgeordneter zum Nationalrat
- Hasenauer, Bertram (* 1970), österreichischer Maler und Zeichner
- Hasenauer, Carl von (1833–1894), österreichischer ArchitektCarl von Hasenauer (1833–1894)

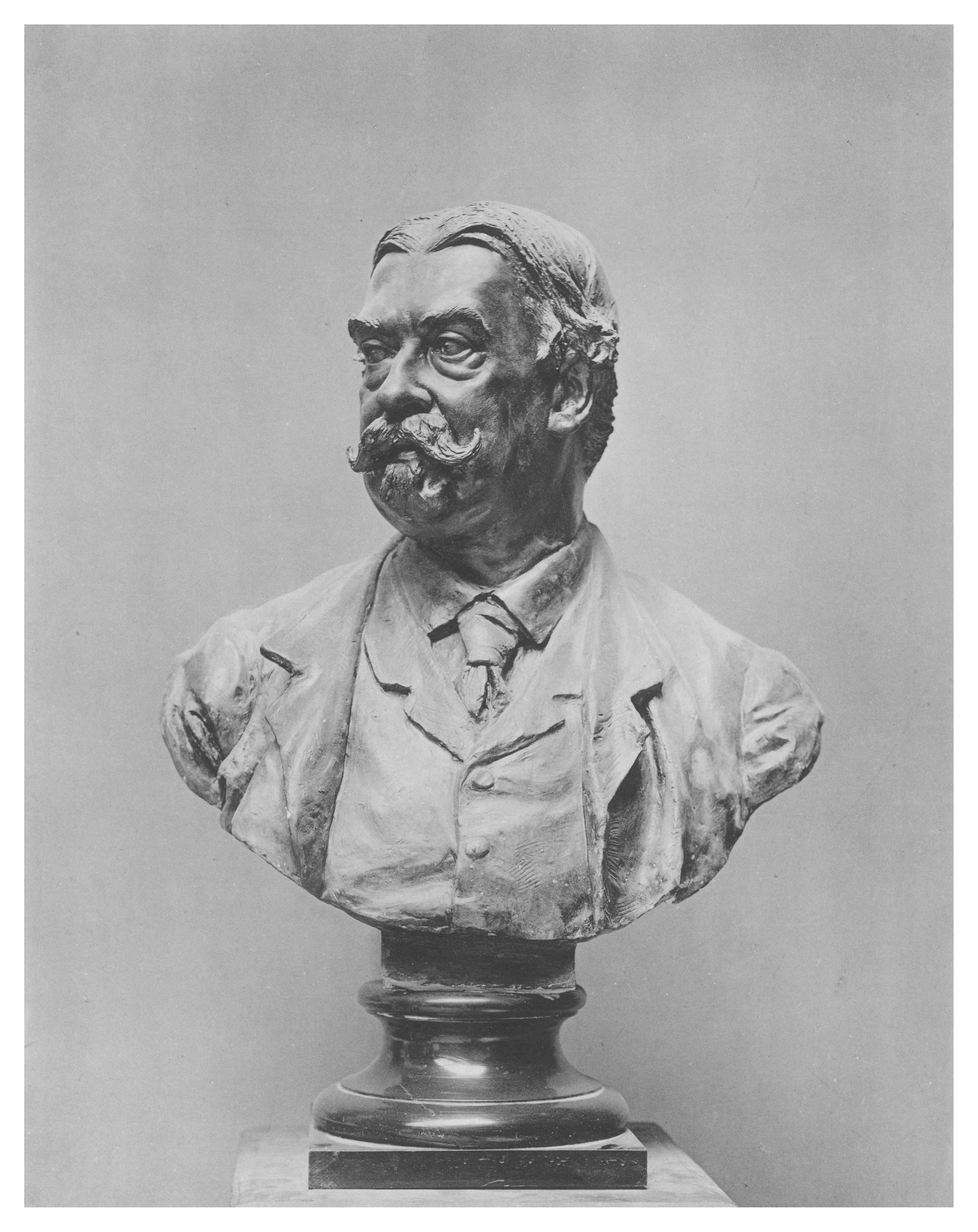
Carl von Hasenauer (1833–1894)

- Hasenauer, Hubert (* 1962), österreichischer Forstwissenschaftler und Hochschullehrer
- Hasenauer, Ute (* 1967), deutsche Violinistin und Hochschullehrerin
- Hasenbalg, Ferdinand (1793–1852), deutscher Pädagoge, Direktor des Pädagogiums Putbus
- Hasenbeck, Lennart (* 1988), deutscher Fußballspieler
- Hasenbein, Herbert (* 1928), deutscher Mitglied der Volkskammer der DDR
- Hasenberg, Achim Michael, deutscher Filmproduzent
- Hasenberg, Frank (* 1964), deutscher Kommunalbeamter und hauptamtlicher Bürgermeister
- Hasenberg, Peter (* 1953), deutscher Filmkritiker
- Hasenberger, Christian (* 1971), österreichischer Fußballspieler und Trainer
- Hasenböhler, Niklaus (1937–1994), Schweizer Maler und Zeichner
- Hasenbosch, Leendert, niederländischer Seefahrer
- Hasenburg, Johann Zbinco von († 1616), böhmischer Jurist, Gelehrter und Autor
- Hasenburger, David (* 1990), österreichischer Basketballspieler
- Hasenclever, Alexander (1918–1990), deutscher Arzt und Berliner Politiker (CDU), MdA
- Hasenclever, Andreas (* 1962), deutscher Friedensforscher und Hochschullehrer
- Hasenclever, Bernhard (1878–1964), deutscher Landrat des Unterlahnkreises, Bürgermeister von Nassau
- Hasenclever, Erich (1886–1967), deutscher Genremaler und Landschaftsmaler sowie Radierer der Düsseldorfer Schule
- Hasenclever, Ernst (1814–1869), deutscher Kaufmann, Fabrikbesitzer und Politiker
- Hasenclever, Erwin (1880–1914), deutscher Jurist, Bergbaumanager und Politiker
- Hasenclever, Felix (1851–1892), deutscher Korvettenkapitän der Kaiserlichen Marine
- Hasenclever, Ferdinand (1769–1831), deutscher Schulreformer und Pfarrer
- Hasenclever, Friedrich Wilhelm (1809–1874), Unternehmer der Chemieindustrie
- Hasenclever, Georg (1817–1904), preußischer Verwaltungsbeamter und Landrat des Landkreises Aachen, sowie vertretungsweise der Kreise Kleve und Bromberg
- Hasenclever, Johann Peter (1810–1853), deutscher Maler der Genremalerei
- Hasenclever, Josua (1783–1853), deutscher Kaufmann und Politiker
- Hasenclever, Richard (1812–1876), deutscher Schriftsteller, Arzt und Politiker (LRP), MdR
- Hasenclever, Robert (1841–1902), deutscher Industrieller
- Hasenclever, Rolf (1928–2008), deutscher Ingenieur, Unternehmer, Verbandsfunktionär, Autor und Jazzmusiker
- Hasenclever, Sophie (1823–1892), deutsche Schriftstellerin und Übersetzerin
- Hasenclever, Walter (1890–1940), deutscher expressionistischer SchriftstellerWalter Hasenclever (1890–1940)

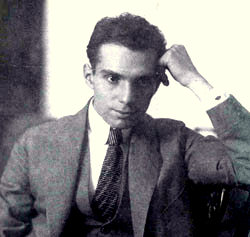
Walter Hasenclever (1890–1940)

- Hasenclever, Walter (1910–1992), deutsch-amerikanischer Autor und literarischer Übersetzer
- Hasenclever, Wilhelm (1837–1889), deutscher Politiker (ADAV, SPD), MdR, Mitbegründer des VorwärtsWilhelm Hasenclever (1837–1889)

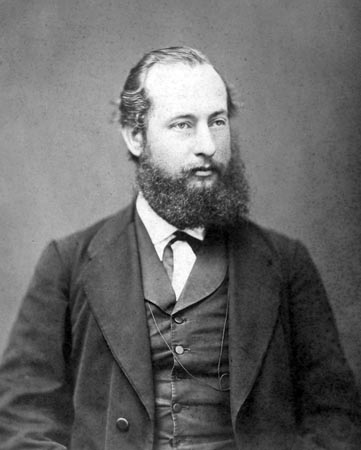
Wilhelm Hasenclever (1837–1889)

- Hasenclever, Wolf-Dieter (* 1945), deutscher Politiker (FDP), MdL
- Hasenclever, Wolfgang (1929–2019), deutscher Jurist, Generalsekretär der MPG
- Haseneder, Alfons (1911–1983), deutscher Organist, Chorleiter, Maler, Museumsgründer und Heimatpfleger
- Haseneder, Kurt (* 1942), deutscher Fußballspieler
- Hasenest, Johann Georg (1688–1771), deutscher Mediziner und Leibarzt im Fürstentum Ansbach
- Haseney, Johann Peter (1812–1869), deutscher Kupferstecher
- Haseney, Sebastian (* 1978), deutscher Nordisch Kombinierer
- Haseney, Tina (* 1973), deutsche Schauspielerin und Synchronsprecherin
- Hasenforther, Eugen, deutscher Radrennfahrer
- Hasenfratz, Ferdinand (1858–1943), deutscher Heimatdichter
- Hasenfratz, Hans-Peter (1938–2016), Reformierter Schweizer Theologe, Hochschullehrer und Autor
- Hasenfratz, Klaus (* 1946), deutscher Politiker (SPD), MdB
- Hasenfratz, Oliver (1966–2001), deutscher Film- und Fernsehschauspieler
- Hasenfus, Eugene (* 1941), US-amerikanischer Waffenschmuggler
- Hasenfus, Joseph (1913–1999), US-amerikanischer Kanute
- Hasenfus, Walter (1916–1944), US-amerikanischer Kanute
- Hasenfuß, Gerd (* 1955), deutscher Kardiologe
- Hasenfuß, Jan (* 1979), deutscher Schauspieler
- Hasenfuß, Josef (1901–1983), deutscher katholischer Geistlicher und Hochschullehrer
- Hasenfuß, Robert (1889–1970), deutscher Politiker (CDU), MdL
- Hasenhut, Anton (1766–1841), österreichischer Schauspieler und Komiker
- Hasenhüttl, Gotthold (* 1933), österreichischer katholischer Priester, Kirchenkritiker
- Hasenhüttl, Patrick (* 1997), österreichischer Fußballspieler und -trainer
- Hasenhüttl, Ralph (* 1967), österreichischer Fußballspieler und -trainerRalph Hasenhüttl (* 1967)

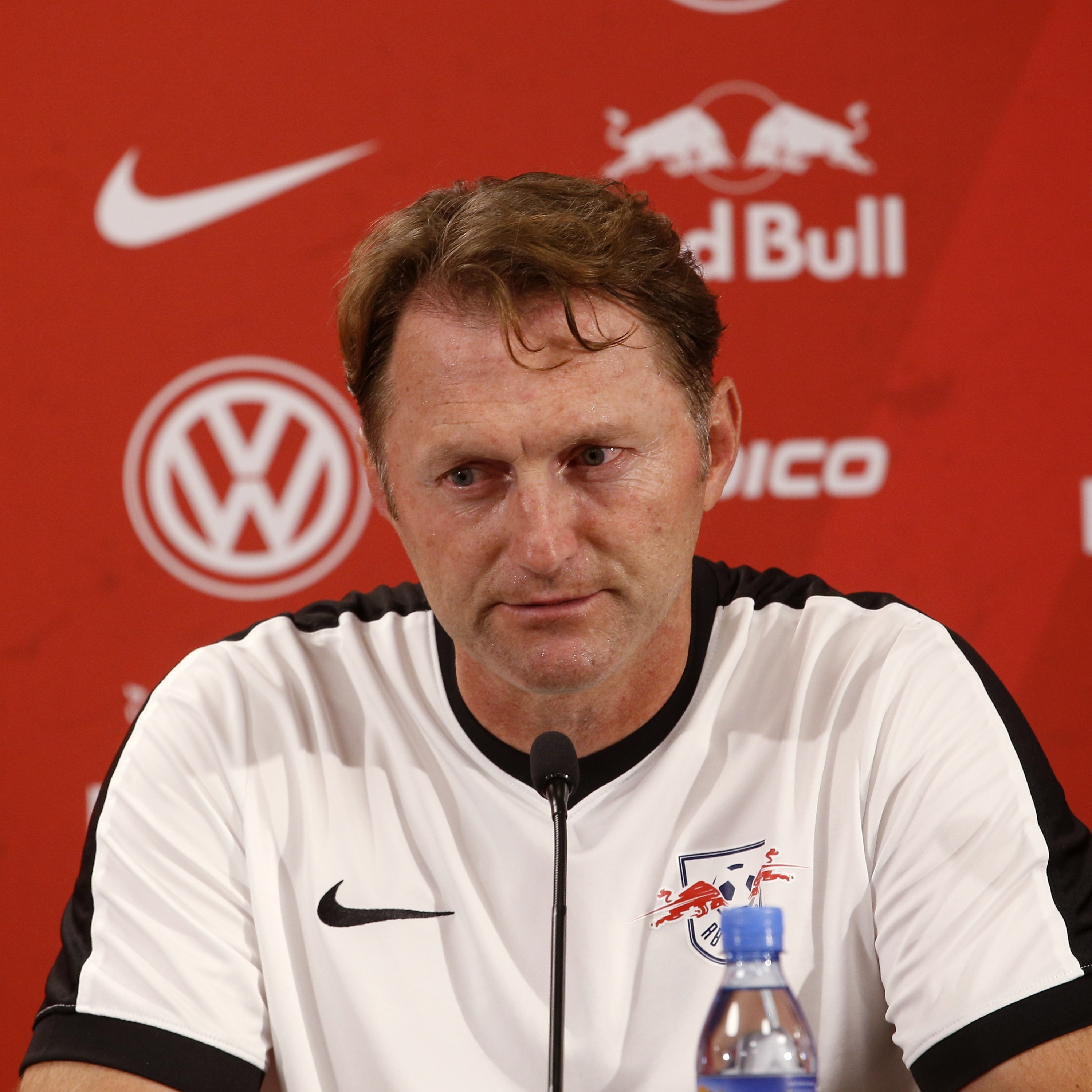
Ralph Hasenhüttl (* 1967)

- Hasenjaeger, Edwin Renatus (1888–1972), deutscher Politiker (DNVP, NSDAP, parteilos), MdR
- Hasenjaeger, Gisbert (1919–2006), deutscher mathematischer Logiker
- Hasenjager, Daphne (* 1929), südafrikanische Leichtathletin
- Hasenjäger, Emil (1838–1915), deutscher Architekt und Baubeamter der Schinkelschule
- Hasenjäger, Siegfried (1899–1970), deutscher Bauingenieur
- Hasenjürgen, Brigitte (* 1954), deutsche Soziologin
- Hasenkamm, Andreas (* 1983), deutscher Basketballspieler
- Hasenkamp, Adolf (1874–1936), deutscher Nationalökonom
- Hasenkamp, Friedrich Arnold (1747–1795), deutscher Lehrer, Rektor des Duisburger Gymnasiums
- Hasenkamp, Gottfried (1902–1990), deutscher Schriftsteller
- Hasenkamp, Johann Gerhard (1736–1777), deutscher Lehrer, Rektor des Duisburger Gymnasiums
- Hasenkamp, Ulrich (* 1949), deutscher Wirtschaftsinformatiker und Hochschullehrer
- Hasenkamp, Wennemar von (1444–1496), deutscher Adeliger
- Hasenkopf, Erich (1935–2021), österreichischer Fußballspieler
- Hasenkopf, Marco (* 1973), deutscher Schriftsteller und Theaterproduzent
- Hasenkrüger, Heinz (1927–2014), deutscher Sportpädagoge und Hochschullehrer
- Hasenmayer, Jochen (* 1941), deutscher HöhlentaucherJochen Hasenmayer (* 1941)

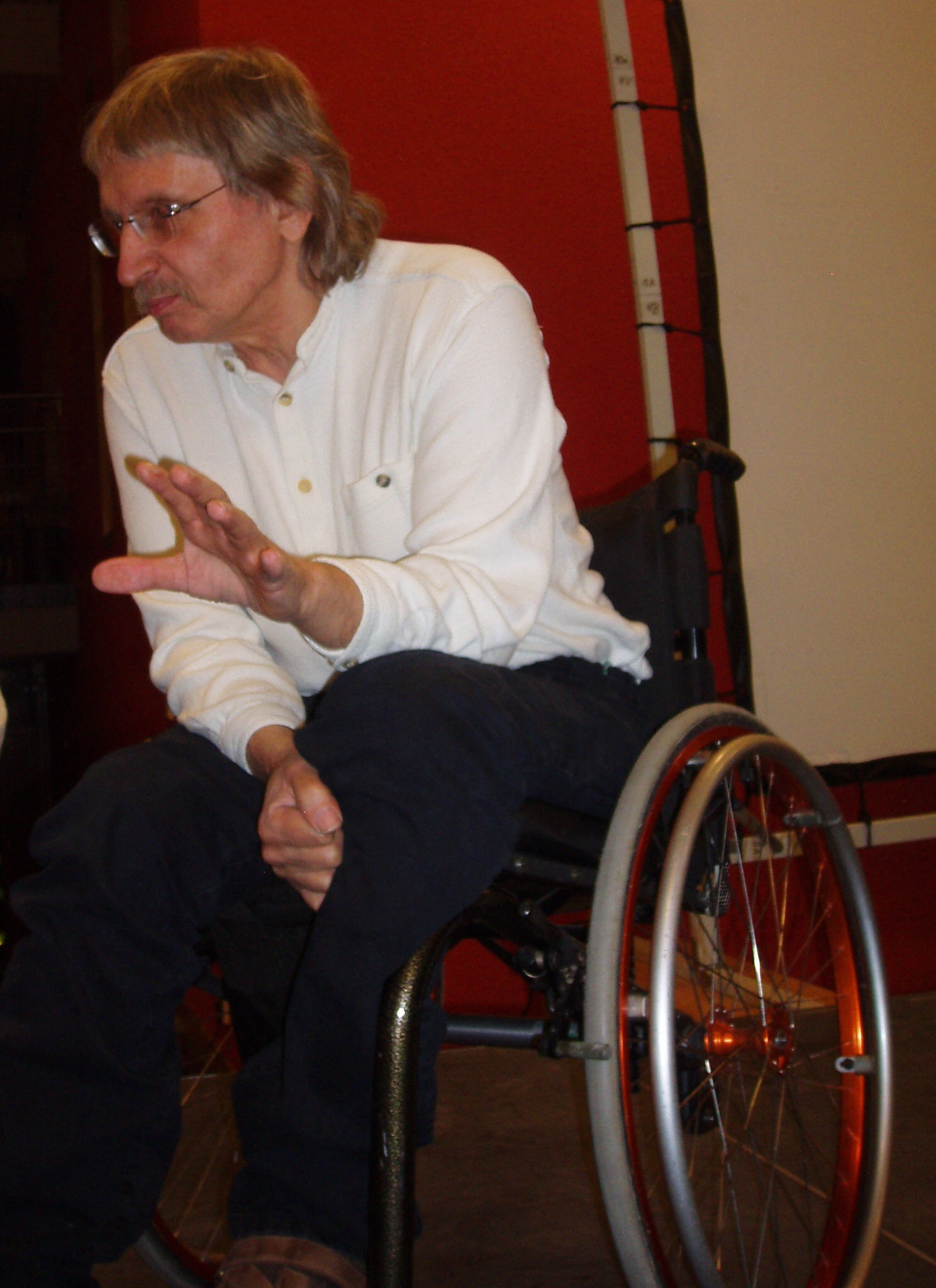
Jochen Hasenmayer (* 1941)

- Hasenmeyer, Philipp Heinrich (1700–1783), deutscher Orgelbauer
- Hasenohr-Hoelloff, Curt (1887–1987), deutscher Email-Künstler und Grafiker
- Hasenöhrl, Adolf (1911–1989), deutscher Politiker (SPD), MdL
- Hasenöhrl, Carina (* 1988), österreichische Kunstturnerin
- Hasenöhrl, Franz Xaver (1891–1943), deutscher Polizeipräsident und SA-Führer
- Hasenöhrl, Friedrich (1874–1915), österreichischer PhysikerFriedrich Hasenöhrl (1874–1915)

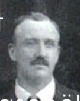
Friedrich Hasenöhrl (1874–1915)

- Hasenöhrl, Johann Georg (1729–1796), österreichischer Mediziner und Leibarzt Kaiser Franz II.
- Hasenöhrl, Josef (1915–1945), österreichischer Ruderer
- Hasenöhrl, Manfred (* 1951), österreichischer Jurist, Betriebswirt und Manager
- Hasenpflug, Carl (1802–1858), deutscher Maler
- Hasenpflug, Curt (1903–1945), deutscher Jazz- und Unterhaltungsmusiker
- Hasenpflug, Henry (* 1948), deutscher politischer Beamter
- Hasenpusch, Armin (1948–2014), deutscher Brigadegeneral
- Hasenritter, Karl-Heinrich (* 1948), deutscher Jurist und Hochschullehrer
- Hasenstab, Adolf (1927–2013), deutscher Fußballspieler
- Hasenstab, Johann Adam (1716–1773), deutscher Wilderer
- Hasenstab, Rudolf (* 1932), deutscher katholischer Theologe
- Hasenstab-Riedel, Sebastian (* 1975), deutscher Chemiker und Hochschullehrer an der Freien Universität Berlin
- Hasentien, Daniel Heinrich (1748–1789), deutscher Jurist und Freimaurer
- Hasentöter, Johann (1517–1586), deutscher Chronist, lettischer Dichter
- Hasenzahl, Erwin (1914–2008), deutscher Kommunalpolitiker in Hessen
- Hasenzahl, Ludwig (1876–1950), deutscher Politiker (SPD), MdR
- Hasenzahl, Oliver (* 1966), deutscher Fagottist

### Haser
- Häser, Adolf (1903–1983), deutscher Gestapobeamter und SS-Führer
- Häser, August Ferdinand (1779–1844), deutscher Lehrer, Kantor, Dirigent und Komponist
- Häser, Charlotte (1784–1871), deutsche Opernsängerin (Sopran)
- Häser, Christian Wilhelm (1781–1867), Sänger (Bass), Komponist, Bühnenautor und Übersetzer
- Häser, Gustav (1814–1861), deutscher Theaterschauspieler und Opernsänger (Tenor)
- Häser, Johann Georg (1729–1809), deutscher Violinist und Musikdirektor
- Häser, Jutta (* 1961), deutsche Vorderasiatische Archäologin
- Häser, Mathilde (1815–1885), deutsche Opernsängerin (Sopran)
- Haser, Raimund (* 1975), deutscher Politiker (CDU), MdL
- Hasert, Christian Adolf (1795–1864), deutscher evangelisch-lutherischer Theologe und Pädagoge
- Hasert, Dirk (* 1969), deutscher Student, der in Kaschmir entführt wurde

### Haset
- Håseth, Lilly Elida (* 2001), norwegische Tennisspielerin